# Hrvatski nogometni kup 2014/15
Der Hrvatski nogometni kup 2014/15 war der 24. Wettbewerb um den kroatischen Fußballpokal nach der Loslösung des kroatischen Fußballverbandes aus dem jugoslawischen Fußballverband.
Dinamo Zagreb setzte sich im Finale gegen den RNK Split nach Elfmeterschießen durch. Es war Dinamos 12. Pokalsieg im unabhängigen Kroatien und der 19. insgesamt.

## Modus
Das Viertel- und Halbfinale wurde jeweils in Hin- und Rückspiele ausgetragen. Bei gleicher Anzahl an Toren aus beiden Spielen kam die Mannschaft weiter, die auswärts mehr Tore erzielt hatte. Herrschte auch hier Gleichstand, wurde ein Elfmeterschießen zur Ermittlung des Siegers ausgetragen.

## Teilnehmer
An der Vorrunde
- 21 Sieger des Bezirkspokals
- 11 Finalisten des Bezirkspokals aus den Fußballverbänden mit der größten Anzahl registrierter Fußballclubs

| Bezirk              | Sieger                | Finalist             |
| ------------------- | --------------------- | -------------------- |
| Bjelovar-Bilogora   | NK Mladost Ždralovi   |                      |
| Brod-Posavina       | NK Oriolik            | NK Mladost Cernik    |
| Dubrovnik-Neretva   | NK GOŠK Dubrovnik     |                      |
| Istrien             | NK Novigrad           | NK Funtana           |
| Karlovac            | NK Ogulin             |                      |
| Koprivnica-Križevci | NK Borac Imbriovec    | NK Podravac Virje    |
| Krapina-Zagorje     | NK Radoboj            |                      |
| Lika-Senj           | NK Croatia Lički Osik |                      |
| Međimurje           | Međimurje Čakovec     | NK Mladost Palinovec |
| Osijek-Baranja      | NK BSK Bijelo Brdo    | NK Zrinski Jurjevac  |
| Požega-Slawonien    | NK Slavonija Požega   |                      |

| Bezirk               | Sieger                      | Finalist                |
| -------------------- | --------------------------- | ----------------------- |
| Primorje-Gorski      | NK Opatija                  |                         |
| Sisak-Moslavina      | HNK Segesta Sisak           | NK Lekenik              |
| Split-Dalmatien      | RNK Split                   |                         |
| Šibenik-Knin         | NK Vodice                   |                         |
| Varaždin             | NK Podravina Ludbreg        | NK Plitvica Gojanec     |
| Virovitica-Podravina | NK Croatia Grabrovnica      | HNK Suhopolje           |
| Vukovar-Syrmien      | NK Mladost Antin            | NK Vuteks-Sloga Vukovar |
| Zadar                | NK Primorac Biograd na Moru |                         |
| Stadt Zagreb         | NK Lučko Zagreb             | NK Ponikve Zagreb       |
| Zagreb               | NK Stupnik                  | NK Bistra               |

Am Sechzehntelfinale
- Die 16 punktbesten Vereine der Fünfjahres-Pokalwertung. (63 Punkte für den Pokalsieger, 31 für den unterlegenen Finalisten, 15 für die Halbfinalisten, 7 für die Viertelfinalisten, 3 für die Achtelfinalisten und 1 Punkt für die Sechzehntelfinalisten.)

| - 1. Dinamo Zagreb (207) - 2. Hajduk Split (137) - 3. Cibalia Vinkovci (61) - 4. NK Osijek (53) | - 5. NK Varaždin (53) - 6. NK Slaven Belupo (47) - 7. NK Zagreb (47) - 8. HNK Šibenik (37) | - 09. Lokomotiva Zagreb (32) - 10. HNK Rijeka (25) - 11. NK Istra 1961 (21) - 12. NK Pomorac Kostrena (19) | - 13. Inter Zaprešić (13) - 14. NK Karlovac 1 (13) - 15. NK Zagora Unešić (12) - 16. NK Zadar (11) - 17. NK Vinogradar Lokošin Dol (10) |

## Ergebnisse

### Vorrunde
Die Spiele fanden zwischen dem 26. August und 3. September 2014 statt.
|                              | Ergebnis  |                        |
| ---------------------------- | --------- | ---------------------- |
| NK Lekenik                   | 2:1 n. V. | NK Stupnik             |
| NK Vuteks-Sloga Vukovar      | 3:0 n. V. | NK Mladost Cernik      |
| NK Plitvica Gojanec          | 1:7       | NK Bistra              |
| HNK Segesta Sisak            | 3:1       | NK Mladost Ždralovi    |
| NK Lučko Zagreb              | 0:1       | NK Novigrad            |
| NK Mladost Antin             | 4:1       | NK Mladost Palinovec   |
| NK Slavonija Požega          | 8:0       | NK Croatia Lički Osik  |
| NK Ponikve Zagreb            | 4:1 n. V. | NK Radoboj             |
| NK Funtana                   | 2:0       | NK Podravina Ludbreg   |
| NK Zrinski Jurjevac          | 4:0       | NK Ogulin              |
| NK BSK Bijelo Brdo           | 4:0       | NK Vodice              |
| NK GOŠK Dubrovnik            | 3:0       | HNK Suhopolje          |
| HNK Primorac Biograd na Moru | 0:1       | Međimurje Čakovec      |
| NK Opatija                   | 3:2       | NK Borac Imbriovec     |
| NK Podravac Virje            | 3:2 n. V. | NK Oriolik             |
| RNK Split                    | 1:0       | NK Croatia Grabrovnica |

### Sechzehntelfinale
Die Spiele fanden zwischen dem 23. September und 15. Oktober 2014 statt.
|                         | Ergebnis              |                           |
| ----------------------- | --------------------- | ------------------------- |
| NK BSK Bijelo Brdo      | 2:5                   | Lokomotiva Zagreb         |
| NK Ponikve Zagreb       | 1:2                   | Dinamo Zagreb             |
| NK Funtana              | 0:2                   | Hajduk Split              |
| NK Vuteks-Sloga Vukovar | 0:3                   | NK Osijek                 |
| NK Zrinski Jurjevac     | 1:5                   | NK Slaven Belupo          |
| NK Mladost Antin        | 0:1                   | NK Varaždin               |
| NK Bistra               | 0:2                   | Cibalia Vinkovci          |
| NK Podravac Virje       | 1:3                   | HNK Šibenik               |
| NK Slavonija Požega     | 2:3                   | NK Istra 1961             |
| NK Opatija              | 3:3 n. V. (6:5 i. E.) | NK Zagreb                 |
| NK Novigrad             | 2:0                   | Inter Zaprešić            |
| NK Zagora Unešić        | 1:5                   | NK Zadar                  |
| NK GOŠK Dubrovnik       | 7:0                   | NK Pomorac Kostrena       |
| Međimurje Čakovec       | 0:2                   | NK Vinogradar Lokošin Dol |
| HNK Segesta Sisak       | 0:2                   | RNK Split                 |
| NK Lekenik              | 2:4                   | HNK Rijeka                |

### Achtelfinale
Die Spiele fanden am 28. und 29. Oktober 2014 statt.
|                           | Ergebnis  |                  |
| ------------------------- | --------- | ---------------- |
| NK Opatija                | 2:4 n. V. | Dinamo Zagreb    |
| NK Novigrad               | 2:3       | Hajduk Split     |
| NK GOŠK Dubrovnik         | 0:3       | HNK Rijeka       |
| RNK Split                 | 2:0       | NK Osijek        |
| NK Vinogradar Lokošin Dol | 3:0       | NK Slaven Belupo |
| NK Zadar                  | 5:1       | NK Varaždin      |
| Lokomotiva Zagreb         | 3:2       | Cibalia Vinkovci |
| NK Istra 1961             | 2:0       | HNK Šibenik      |

### Viertelfinale
Die Hinspiele fanden am 11. Februar 2015 statt, die Rückspiele am 4. März.
|                           | Gesamt |                   | Hinspiel | Rückspiel |
| ------------------------- | ------ | ----------------- | -------- | --------- |
| NK Vinogradar Lokošin Dol | 0:6    | Hajduk Split      | 0:3      | 0:3       |
| NK Istra 1961             | 0:4    | Dinamo Zagreb     | 0:1      | 0:3       |
| HNK Rijeka                | 8:1    | Lokomotiva Zagreb | 4:1      | 4:0       |
| RNK Split                 | 5:1    | NK Zadar          | 1:0      | 4:1       |

### Halbfinale
Die Hinspiele fanden am 8. April 2015 statt, die Rückspiele am 22. April.
|               | Gesamt |            | Hinspiel | Rückspiel |
| ------------- | ------ | ---------- | -------- | --------- |
| Dinamo Zagreb | 2:1    | HNK Rijeka | 2:1      | 0:0       |
| Hajduk Split  | 1:2    | RNK Split  | 1:1      | 0:1       |

### Finale
| Dinamo Zagreb                             | Dinamo Zagreb | RNK Split | RNK Split |
| ----------------------------------------- | --- | --- | --------- |
| Dinamo Zagreb                             | \| 20. Mai 2015 in Zagreb (Stadion Maksimir) \| \| Ergebnis: 0:0 n. V., 4:2 i. E. \| \| Zuschauer: 11.124 \| \| Schiedsrichter: Ivan Bebek \| \| Spielbericht \|                                                                         | \| 20. Mai 2015 in Zagreb (Stadion Maksimir) \| \| Ergebnis: 0:0 n. V., 4:2 i. E. \| \| Zuschauer: 11.124 \| \| Schiedsrichter: Ivan Bebek \| \| Spielbericht \|                                                                              | RNK Split |
| Dinamo Zagreb                             | Antonio Ježina – Ivo Pinto, Josip Pivarić, Jozo Šimunović, Leonardo Sigali (52. Jérémy Taraval) – Arijan Ademi, Marko Pjaca, Ante Ćorić (65. Junior Fernándes), Paulo Machado – Ángelo Henríquez, Hilal Soudani Cheftrainer: Zoran Mamić | Danijel Zagorac – Nino Galović, Chung Woon, Tomislav Barbarić, Branko Vrgoč – Milos Vidović, Denis Glavina (89. Dario Rugašević), Slavko Blagojević, Sokol Cikalleshi (97. Ante Majstorović) – Ante Erceg, Marko Rog Cheftrainer: Zoran Vulić | RNK Split |
| Dinamo Zagreb                             | Elfmeterschießen | | RNK Split |
| Dinamo Zagreb                             | 1:1 Ángelo Henríquez 2:1 Jérémy Taravel 3:1 Josip Pivarić 4:2 Paulo Machado | 0:1 Tomislav Barbarić Marko Rog Slavko Blagojević 3:2 Antonio Mršić | RNK Split |
| Dinamo Zagreb                             | Soudani (9.), Ademi (45.+2'), Šimunović (101.), Taravel (114.), | Blagojević (7.), Barbarić (13.), Chung (40.), Vidović (45.+2'), Rog (81.), Galović (90.+3'), Majstorović (110.), Rugašević (117.), Zagorac (120.+1'                                                                                           | RNK Split |
| Dinamo Zagreb                             | Galović (94.) | | RNK Split |
| 20. Mai 2015 in Zagreb (Stadion Maksimir) | | |           |
| Ergebnis: 0:0 n. V., 4:2 i. E.            | | |           |
| Zuschauer: 11.124                         | | |           |
| Schiedsrichter: Ivan Bebek                | | |           |
| Spielbericht                              | | |           |

## Torschützenliste
| Pl. | Name               | Mannschaft          | Tore |
| --- | ------------------ | ------------------- | ---- |
| 01. | Ángelo Henríquez   | Dinamo Zagreb       | 6    |
| 02. | Anton Maglica      | Hajduk Split        | 4    |
| 03. | Marko Blašković    | NK BSK Bijelo Brdo  | 3    |
| 03. | Sokol Cikalleshi   | RNK Split           | 3    |
| 03. | Ivan Jakešević     | NK Slavonija Požega | 3    |
| 03. | Marko Lešković     | HNK Rijeka          | 3    |
| 03. | Antonio Mršić      | RNK Split           | 3    |
| 03. | Jakov Puljić       | Cibalia Vinkovci    | 3    |
| 03. | Theophilus Solomon | NK Zadar            | 3    |
| 03. | Domagoj Veraja     | NK GOŠK Dubrovnik   | 3    |